# Bachir Sid Azara
Bachir Sid Azara, né le 3 mars 1996, est un lutteur algérien pratiquant la lutte gréco-romaine.

## Carrière
Bachir Sid Azara remporte la médaille d'argent dans la catégorie des moins de 85 kg aux Championnats d'Afrique de lutte 2015 à Alexandrie et dans la catégorie des moins de 80 kg aux Jeux africains de  2015 à Brazzaville.
Il est médaillé d'or dans la catégorie des moins de 80 kg aux Championnats d'Afrique de lutte 2016 à Alexandrie ainsi qu'aux Championnats d'Afrique de lutte 2017 à Marrakech. Dans cette même catégorie, il obtient la médaille de bronze aux Jeux de la solidarité islamique de 2017 à Bakou. Il est 
Médaillé d'argent dans la catégorie des moins de 82 kg aux Championnats d'Afrique de lutte 2018 à Port Harcourt, il est ensuite médaillé d'argent dans la catégorie des moins de 87 kg aux Jeux méditerranéens de 2018 à Tarragone ainsi qu'aux Championnats d'Afrique de lutte 2019 à Hammamet. Il remporte la médaille d'or aux Jeux africains de 2019 à Rabat ainsi qu'aux Championnats d'Afrique de lutte 2020 à Alger en moins de 87 kg.
Finaliste du tournoi de qualification Afrique-Océanie à Hammamet, il se qualifie pour les Jeux olympiques de Tokyo.
Il est médaillé d'or dans la catégorie des moins de 87 kg aux Championnats d'Afrique de lutte 2022 à El Jadida ainsi qu'aux Jeux méditerranéens de 2022 à Oran, aux Championnats d'Afrique de lutte 2023 à Hammamet, aux Jeux africains de 2023 à Accra et aux Championnats d'Afrique de lutte 2025 à Casablanca.